# Yuriko Tiger
Eleonora Aureliana Guglielmi (5 de julio de 1993), más conocida como Yuriko Tiger (ユリコタイガー Yuriko Taigā?), es una célebre cosplayer italiana, modelo promocional, YouTuber, actriz de voz, actriz, Idol y reportera.
Desde 2008 ha estado trabajando como modelo y cosplayer, siendo cosplayer oficial para Bandai Namco (Tekken 7 series) y como actriz en el dorama Kin no Tono en 2016.

## Inicios
Yuriko nació el 5 de julio de 1993 en Savona y creció en Imperia, ahora vive en Tokio, Japón. Su padre dirige una panadería en Imperia y su madre es una exmodelo y bailarina.
Su nombre fue inspirado por Eleonora Duse, una de las mejores actrices de todos los tiempos.
Desde la infancia es un gran apasionada de anime, pasión que la ha llevado a empezar a hacer cosplay. Yuriko asistió a varias escuelas que luego tuvo que abandonar por culpa del acoso escolar. Mientras asistía a la "Accademia delle Arti” en Imperia, comenzó a trabajar en la panadería de su padre para ahorrar y trasladarse a Japón. Fue una de las primeras en asistir a la "Manga Summer School", de 2005 a 2008.

## Carrera
Yuriko comenzó a hacer cosplay en 2008; el primer personaje que interpretó fue Haruhi Suzumiya. Después de tres meses de experiencia en Japón, en 2013 logró residir permanentemente. Su primera experiencia como modelo fue en la famosa revista Playboy Japón, su primer y último trabajo como gravure idol. Su primera experiencia en la televisión fue en You wa Nani Shini Nihon e? en el que varios periodistas entrevistan a la gente que llega al aeropuerto de Narita. Después de una breve entrevista decidieron de seguirla en el lugar de trabajo, pasando un día completo con ella en Tokio. Durante ese tiempo Yuriko todavía estaba estudiando japonés; sus habilidades eran suficientemente altas para permitirle de trabajar como reportero. El día del lanzamiento del programa, 'Yuriko Tiger' fue la palabra más codiciada de Yahoo! Japan.
Más tarde, trabajó como modelo para Toyota (2014), Lawson y Sugoi Japan (2015) y apareció en numerosos programas de televisión como invitada especial, por ejemplo en Baking, Nobunaga, Nyantere, Azukichan, etc y como invitada semiregular y cosplayer en Tokoro-san Nippon No Deban (2015).
Su experiencia como idol fue muy corta (2014-2015), durante el cual lanzó el sencillo Yuri Yuri Kakumei. Inicialmente su sueño era convertirse en idol, pero luego su agencia decidió de promocionarla a tarento, dada su fuerte personalidad. Después, Yuriko cambió su imagen como modelo a principios de 2016. Más tarde tomó un descanso de su trabajo y pasó cuatro meses en Italia trabajando para varias ferias y convenciones.
Desde el verano de 2016 regresó en Tokio, trabajando como una de las cosplayer oficial de Harley Quinn para promover Escuadrón Suicida en la alfombra roja, iniciando su propio programa de radio llamado Cool Japan, partecipando a una serie de eventos para la promoción de la serie Tekken 7 (haciendo cosplays de personajes como Lili Rochefort y Alisa Bosconovitch) por todo Japón, trabajando como modelo de cosplay para el J-World (parque temático de Namco Bandai, que se encuentra en Ikebukuro, Tokio) y continuando con su canal en Nico Nico Douga, patrocinado por Kadogawa Games.

### Apariciones en TV
- Tokoro-san no Nippon no deban (所さんのニッポンの出番) (TBS)
- You ha nani shi ni nihon he? (YOUは何しに日本へ?) (TV Tokyo)
- Tabi Zuki-chan (旅ずきんちゃん) (TBS)
- Nobunaga (ノブナガ) (CBC TV)
- Viking (バイキング Baikingu) (Fuji TV)[1][2]
- Sekai ni urikome! Nagoya meshi basutsuā (CBC TV)
- Zoom In!! Saturday (ズームイン！！サタデー  Zūmuin! ! Satadē') (NTV)
- You ha nani shi ni nihon he? (YOUは何しに日本へ?) (TV Tokyo)
- 4x9 (4×9) (NTV)
- Nakazawa keiko no uppyi sutēshon (中沢佳子のうっぴぃステーション) (SBC TV)
- Uppyi guranpuri (うっぴぃーグランプリ) (TV Shinshū)
- N suta (Nスタ Ensuta) (TBS)
- Sandējapon (サンデージャポン Sunday Japón) (TBS)
- Nyantere (ニャンテレ) (Sendai Television)

### TV Show
- Kin No Tono estrella invitada 殿～バック・トゥ・ザ・NAGOYA～) CBC TV (Nagoya)

### Web TV
- Denjin? Getcha  (電人?ゲッチャ) (NicoNico Live)
- Wessu! (WEっす! ) (AmebaStudio Tv)
- Sho ko yuri burōdou~ei (しょこ・ゆりブロードウェイ) (AmebaStudio TV)
- HangameLive (NicoNico Live)/NHN PlayArt
- Tekken 7 (鉄拳7本格稼働直前スペシャル) (Bandai Namco Entertainment)[3]
- Tekken 7 (鉄拳7本格稼働特別番組ニコ生配信) (Bandai Namco Entertainment)[4]
- Nico Nico TV (ニコニコ生放送23.5時間テレビ)
- Nikoraji (ニコラジ) NicoNico Live
- Otros

### CM
- Lawson (カスタードクリームシュー Kasutādokurīmushū)
- Yū gurūpu (長野トヨタ自動車）春バージョン Nagano Toyota Motor spring version)
- Yū gurūpu ( 長野トヨタ自動車）秋バージョン Nagano Toyota Motor autumn version)
- SUGOI JAPAN [5]

### Spot
- SUGOI JAPAN revista Yomiurishinbun (新聞広告（読売新聞）
- Saber - Poster FATE/STAY NIGHT (COSPATIO)セイバー ポスター(COSPATIO)
- Nagano Toyota (primavera) (長野トヨタ自動車 新聞広告/春バージョン)
- Nagano Toyota (otoño) (長野トヨタ自動車 新聞広告/秋バージョン)
- Pinsa De Roma PR Girl / Modelo (PinsaDeRome PRガール/モデル)[6]

### Radio
- Dr. Kopa no kogane no tobira (Dr.コパの黄金の扉) (KBS Radio)
- Shimada shūhei no kaiun rajio (島田秀平の開運ラジ) (National Radio / 16 stations)
- Gotō mai no shinpai nai sa~a ~ (後藤麻衣の心配ないさぁ～) (Radio Nippon)
- Blsr Jewelry Bible (Radio Nippon)
- Nakazawa keiko no uppyi sutēshon ( 中沢佳子のうっぴぃステーション) (SBC Radio)
- Miss Radio (ミスラジ Misuraji) (Nippon Cultural Broadcasting)
- "Tatekawa Toshira" Yuriko Tiger Cool Japan (立川こしら・ユリコタイガーのクールジャパン対決!)[7]

### Modelo
- Magazine weekly Playboy / gravure (週刊プレイボーイ/グラビア) (Shūeisha)
- Danganronpa Special Fan Book ( ダンガンロンパ スペシャル ファンブック) (Takarajimasha)
- Cosplay Channel papel especial (コスプレチャンネル」創刊号表紙、特集 ) (shimusamumedia)
- Cosplay Channel calendar especial (コスプレチャンネル」02号表紙、付録カレンダー、特集)
- Model Figure (フィギュアモデル) (Digimo)
- Modelo para retratos (Imai TakashiHiroshi) ,(絵画モデル(今井喬裕)展覧会出展、数作品/日本) galería de arte en Japón
- Los Angeles Fine Art Show (The Los Angeles Fine Art Show」出展4作品絵画モデル) (LA)
- Character models (キャラクターモデル) (COSPATIO)

### Embajadora
- Official mascotte and ambassador for Sugoi Japan[8]
- Official cosplayer for Tekken 7 (Bandai Namco Entertainment)

### Eventos

#### 2013
- "Wonder Festival 2013" retratando Super Sonico (ワンダーフェスティバル 2013)[9]
- "Comic Market" winter and summer edition (コミックマーケット84 and 85 - 2013)[10][11]

#### 2014

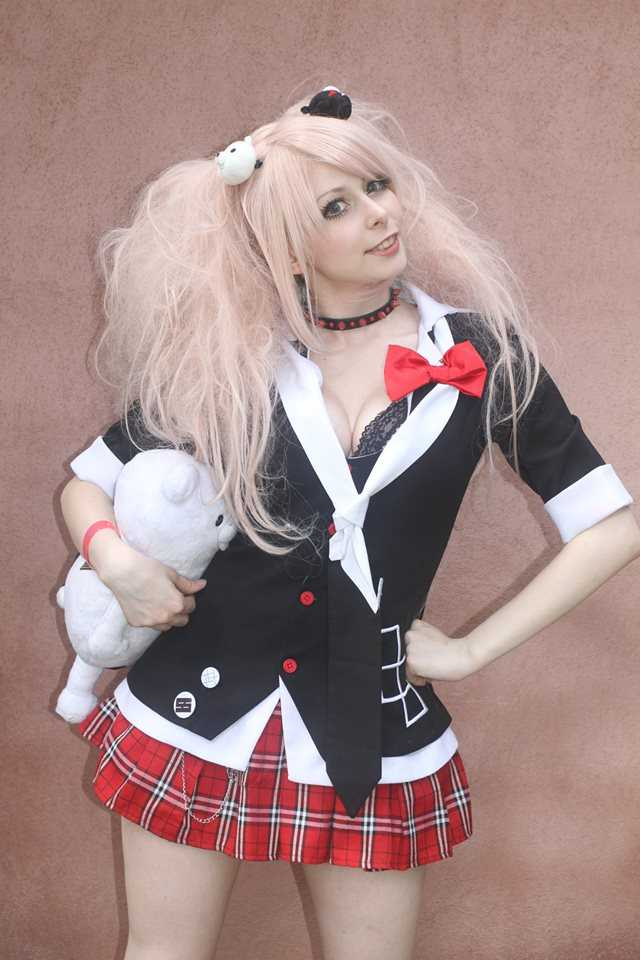
Yuriko Tiger (2014)

- Conference NFC mobile 2014 (モバイルNFCカンファレンス2014)[12]
- SAKAE RUNWAY 2014
- Playboy weekly (Shūeisha) (週刊プレイボーイ」握手会（集英社）
- Romics anime and games convention / Italy
- Tekken 3 Tournament / Guest (鉄拳3遊技機関連イベント/ゲスト出演)[13]
- Etna Comics 2014 / Italy
- Japan Expo / France
- Anidan Meets WCS 2014 MC / WORLD COSPLAY SUMMIT (アニダンmeets WCS 2014 MC/世界コスプレサミット)
- Comiket 86  (コミックマーケット86) (Tokyo Big Sight)
- Tokyo Game Show 2014(東京ゲームショー 2014)( Makuhari Messe)[14]
- Anisondisco (アニソンディスコ) (DJ)[15]
- Festival of Cosplay Halloween Ikebukuro(池袋ハロウィンコスプレフェス)
- Vocaloid Master (ボーカロイドマスター)
- "Yū gurūpu 90e anniversaire festival"  (ユー・グループ90周年フェスティバル) (Nagano Toyota Motor Corporation)[16]
- "MAG Festa" (中二病でも恋がしたい!)[17]
- 20e anniversaire of Tekken (MC) (鉄拳20周年ファン感謝祭) (Bandai Namco Entertainment)[18]
- "Elsword" online game (PR)( エルソード」オンラインゲーム) (NHN Playart)[19]
- Comiket 87 (コミックマーケット87) (Tokyo Big Sight)

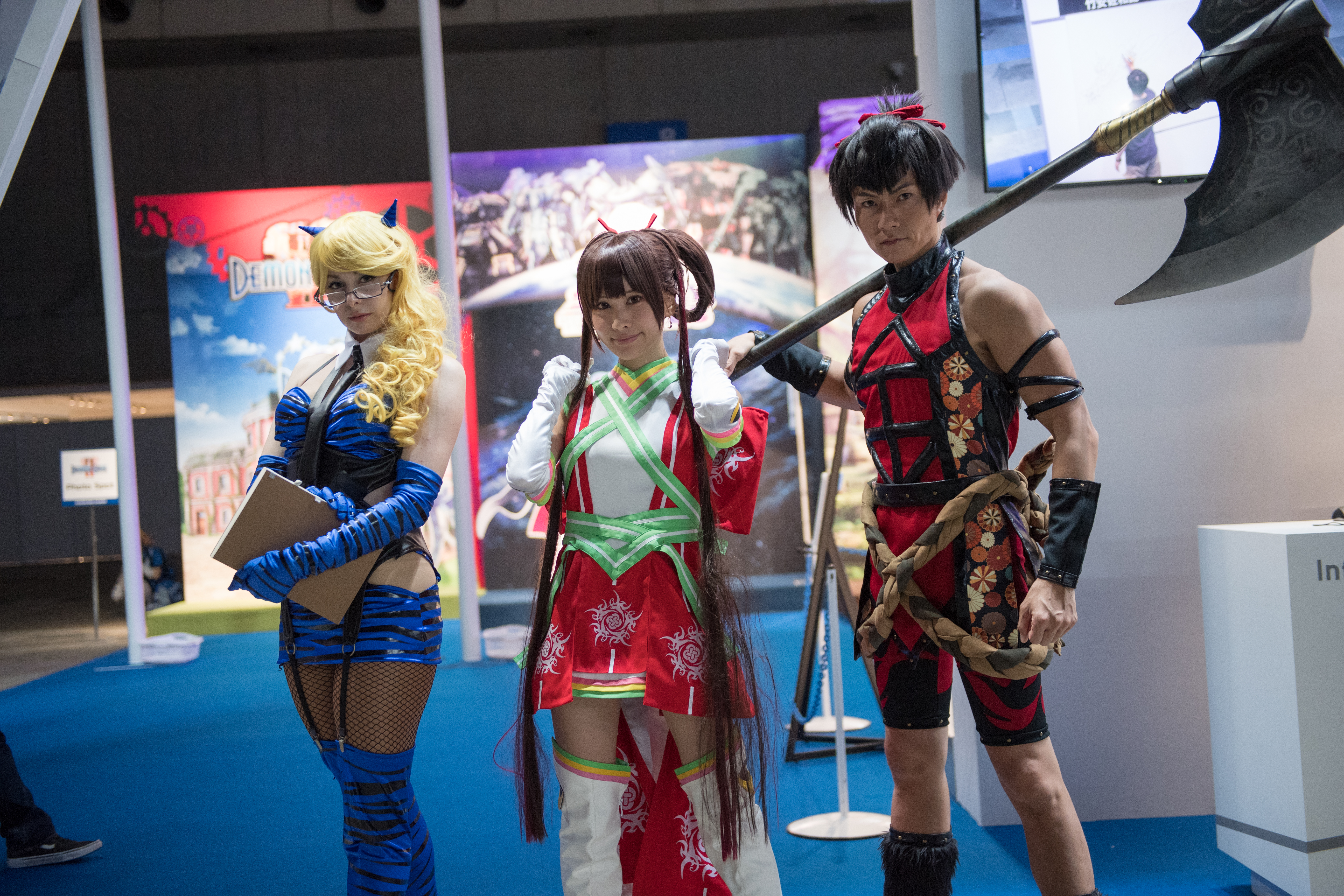
Yuriko Tiger en el Cosplay de Aome, Kadogawa Games en Tokyo Game Show

#### 2015
- Niconico Toukaigi (ニコニコ闘会議2015) ( Makuhari Messe) (dwango)[20]
- "Wonder Festival" [21]

- Anime Japan 2015 SUGOI JAPAN / (Journal Yomiuri)（読売新聞)

- "Killing Bites" Volume 3 evento[22]
- Tekken 7 Special Event (鉄拳7本格稼働スペシャルイベント) (Bandai Namco Entertainment)
- TOKYO FREAKS / Guest
- "NicoNico super-conferencia 2015(ニコニコ超会議2015) (Bandai Namco Entertainment) [23]
- web & marketing mobile EXPO 2015(web & モバイルマーケティングEXPO 2015)
- Etna Comics 2015 Live Stage / Italia
- Wondercon Bari Live Stage / Italia
- Yumei Matsuri 2015 / Makuhari Messe

- "Wonder Festival" retratando Misa Amane from Death Note[24]

- Shokugeki no soma (食戟のソーマ) PR event
- SOP Festa[25]
- "Comiket 88" portraying Boa Hancock from One Piece[26]
- Toyama Cosplay Festa 2015(富山コスプレフェスタ2015)[27]
- High School DXD conferencia (ハイスクールD×Dプレス発表会) KONAMI[28]
- Sekigahara battle gungi conferencia (関ヶ原合戦軍議) Gifu
- "THE KING OF IRON FIST TOURNAMENT 2015 TOKYO CHALLENGE" Tekken 7「鉄拳7公式賞金制大会」[29]
- PiNSA DE ROMA opening ceremony (日本初上陸オープニングイベント)[6]
- Nico Nico Super Party 2015 (ニコニコ超パーティー2015) (Saitama Super Arena)[30]
- Lucca Comics and Games 2015 / Italia
- SUGOI JAPAN 2016 y HMW colaboration PR / Shibuya / MODI (SUGOI JAPAN 2016」&「HMV」コラボPR/)(渋谷MODI)[31]
- "THE KING OF IRON FIST TOURNAMENT 2015 JAPAN ROUND" Tekken 7 Tournament「鉄拳7公式賞金制大会」[32]
- Anisondisco Shibuya WOMB (アニソンディスコ渋谷WOMB)[33]
- "Comiket 89" retratando Tsumugi Kotobuki from K-On! (コミックマーケット89, 東京国際展示場）[34][35]

#### 2016
- "Wonder Festival" winter edition, retratando Esdeath dekame Ga Kill! (ワンダーフェスティバル2016冬、幕張メッセ）[36]
- "Cosplay EXPO" TFT, retratando Judy de Zootopia (コスプレ博 in TFT）[37]
- "Acosta!" portraying Tifa Lockhart from Final Fantasy VII (第22回 acosta!、池袋サンシャインシティ）[38]
- "Comiket 90" portraying Alicia Florence from ARIA (コミックマーケット90、東京国際展示場)[39]
- "Suicide Squad Japan Premier" retratando Harley Quinn, DC Comics (スーサイド・スクワッド ジャパンプレミア、東京国際フォーラムホールA）[40]
- "Tokyo Game Show" On stage retratando Aome from God Wars - Over Time (Kadogawa Games) (東京ゲームショウ2016)[41]
- "Ikebukuro Halloween Cosplay Festival" NicoNico Live Broadcasting (池袋ハロウィンコスプレフェス2016、中池袋公園）- ニコニコ生放送でも中継していた. Retratando Judy (Zootopia) y Harley Quinn (Escuadrón suicida, DC Comics)[42][43]
- "Analog Game" workshop, Nico Nico headquarters - Nico Nico Live broadcasting. Cosplay original. (アナログゲームワークショップ, ニコニコ生放送でも中継していた)[44]
- "20th Oarai Festival" retratando Anchovy de Girls und Panzer (第20回大洗あんこう祭)[45]
- "Tokyo Comic Convention" [46]
- "Comiket 91" retratando Alisa Bosconovitch (cosplayer oficial) de Tekken 7 FATED RETRIBUTION, Sniper Wolf de Metal Gear Solid y Saber (Maid Version)  de Fate/hollow ataraxia (コミックマーケット91, 東京国際展示場)[47][48]

#### 2017
- "JAEPO" (JAEPO×闘会議2017)[49]
- "13th Nipponbashi Street Festa 2017" (Denden Town), retratando Saber (Maid Version) from Fate / hollow ataraxia[50]
- "Anime Japan" retratando Anchovy de Girls und Panzer[51]
- "Nico Nico Choukaigi", Marble, retratando Elf from Lineage II: Revolution (ニコニコ超会議2017)[52]
- "Cosplay EXPO" TFT, retratando Saylor Mars from Saylor Moon (コスプレ博 in TFT)[53]
- "Universal Carnival x Sammy Festval" modelo/cosplayer retratando Persefone (GOD Room)[54][55][56]
- "Sendai Anime Fes" en Sendai, Live Exhibition como Samurai Tiger[57][58]
- "Tanabata Tohoku" en Sendai, Live Exhibition como Samurai Tiger[59]
- "Comiket 92" retratando Jabari Yumeko from Kakegurui (at Karin no Moundo's stand)[60]
- "Otafuse" en Malasia, envitada especial (retratando Lili de Tekken 7 y A2 de NieR:Automata)[61]

### Discografía
- "Yuri Yuri Kakumei" Hit Single (ユリユリ☆革命リリース)[62]
- "Haruka" Single, como Samurai Tiger (Samurai Apartment Love's Yuriko Tiger)[63]

### Actriz de voz
- Kurumana go korekushon (App), personaje: Giulietta (車なごコレクション」/ジュリエッタ役) (2014)[64]